# 克洛多米罗·阿尔梅达
克洛多米罗·阿尔梅达·梅迪纳（西班牙語：Clodomiro Almeyda Medina，1923年2月11日—1997年8月25日），圣地亚哥人，智利社会党党员，1970年至1973年间出任萨尔瓦多·阿连德政府外交部长。

## 生平
1923年2月11日出生在圣地亚哥。曾就读于智利大学法学院。1941年加入社会党。1946年担任该党在普罗维登西亚的书记。1948年进入中央委员会。1952年至1953年担任伊瓦涅斯政府劳工部和矿业部部长。
1970年阿连德上台后担任外交部长。1973年7月，智利政府在粉碎武装叛乱后改组内阁，阿尔梅达出任国防部长。8月，智利再次改组内阁，阿尔梅达出任外交部长。
1973年9月11日，智利发生军事政变。总统阿连德被杀，他和其他部长被捕，关入了道森島的集中营。后流亡民主德国和墨西哥。1987年返回智利，致力于捍卫人权，谴责皮诺切特独裁政府。遭到监禁。1990年艾尔温上台后，阿尔梅达被任命为智利驻苏联大使。亲眼见证了苏联解体。
晚年担任智利大学社会学院院长。1997年8月25日去世。

## 外交部长
1970年12月，智利与中华人民共和国建交。阿尔梅达发表相关声明。
1970年11月，阿尔梅达和古巴经济部长拉裴尔·罗德里格斯签署有关恢复两国关系的议定书。标志着智利和古巴复交。
1972年6月29日，阿尔梅达和哥伦比亚外交部长巴斯克斯在圣地亚哥签署联合声明，重申两国对于二百海里水域内的资源拥有主权的立场。
1972年9月，阿尔梅达和正在智利进行正式访问的越南南方共和临时革命政府外交部副部长签署公报。标志着智利共和国政府和越南南方共和国临时革命政府建交。
1973年1月9日，阿尔梅达和正在智利进行访问的柬埔寨特别使命大臣周成签署公报。标志着智利共和国政府和柬埔寨王国民族团结政府建交。
1973年9月初出席第四次不结盟国家首脑会议，代表智利总统阿连德在会上发言。

## 外事访问
1973年1月27日晚，阿尔梅达率领智利政府代表团乘飞机到达北京。28日与时任外交部长姬鹏飞等领导人会谈。29日出席中国和智利贸易混合委员会会议，中午会见正在北京访问的柬埔寨西哈努克亲王和宾努首相，晚上由乔冠华和周化民副部长陪同，出席了音乐晚会。30日下午会见周恩来、姬鹏飞、白相国等领导人。31日晚举行答谢宴会，结束访问。2月1日上午乘飞机离开北京前往平壤，2日与金日成等领导人会谈。2月8日乘飞机返回圣地亚哥。

## 荣誉
- 各民族人民友谊勋章（苏联，1988年2月10日）[21]
- 友谊勋章（捷克斯洛伐克，1988年2月11日）[22]